# ФК Станишић сезона 2007/08.
У сезони 2007/2008 ФК Станишић се после 13 година играња Војвођанске лиге такмичио у Подручној лиги Сомбор. На крају првенства завршио је на првом месту далеко испред својих најближих пратиоца, и тако експресно обезбедио повратак у Војвођанску лигу запад.

## Тим
| Бр. |        | Позиција | Играч                               |
| --- | ------ | -------- | ----------------------------------- |
| 1   | Србија | Г        | Игор Шарић , 1987. годиште (28)     |
| 2   | Србија | О        | Славиша Човић , 1978. (25)          |
| 3   | Србија | О        | Душан Вукадиновић , 1988. (19)      |
| 4   | Србија | О        | Илија Шарић , 1986. (27)            |
| 5   | Србија | С        | Анђелко Јагодић-Куриџа , 1987. (25) |
| 6   | Србија | С        | Драган Бобанац , 1984. (27)         |
| 7   | Србија | С        | Бранимир Џепина , 1987. (27)        |
| 8   | Србија | С        | Саша Грујић , 1975. (22)            |
| 9   | Србија | Н        | Дамир Богуновић , 1979. (24)        |
| 10  | Србија | Н        | Драган Драгичевић , 1972. (19)      |
| 11  | Србија | О        | Жељко Куриџа , 1984. (21)           |
| 12  | Србија | Г        | Драган Рајић , 1975. (2)            |
| 13  | Србија | О        | Немања Буловић , 1978. (5)          |
| 14  | Србија | С        | Дино Перић , 1988. (14)             |
| 15  | Србија | С        | Саша Павић , 1969. (22)             |

| Бр. |        | Позиција | Играч                            |
| --- | ------ | -------- | -------------------------------- |
| 16  | Србија | Н        | Александар Кнежевић , 1971. (21) |
| 17  | Србија | Н        | Владимир Драча , 1986. (20)      |
| 18  | Србија | Н        | Рудолф Кањо , 1988. (29)         |
| 19  | Србија | О        | Марко Карин , 1985. (14)         |
| 20  | Србија | О        | Мијо Клинац , 1981. (3)          |
| 21  | Србија | О        | Горан Јагодић-Куриџа , 1990. (7) |
| 22  | Србија | Г        | Драган Млађен , 1981. (1)        |
| 23  | Србија | О        | Милош Жежељ , 1991. (1)          |
| 24  | Србија | Н        | Петар Рончак , 1979. (1)         |
| 25  | Србија | Н        | Горан Цветићанин , 1991. (2)     |
| 26  | Србија | О        | Дејан Млађен , 1991. (1)         |
| 27  | Србија | С        | Дражен Рајковић , 1988. (1)      |
| 28  | Србија | С        | Бранко Обрић , 1980. (1)         |
| 29  | Србија | О        | Милан Миланковић , 1990. (2)     |

( у загради су одигране утакмице)

## Табела ПФЛ Сомбор - сезона 2007—08
| Позиција | Клуб                      | Утакмица | Победа | Нерешено | Порази | Гол + | Гол - | Бодови |
| -------- | ------------------------- | -------- | ------ | -------- | ------ | ----- | ----- | ------ |
| 1        | Станишић                  | 30       | 22     | 3        | 5      | 82    | 24    | 69     |
| 2        | Борац (Бачки Грачац)      | 30       | 17     | 4        | 9      | 69    | 43    | 54     |
| 3        | ЖАК (Сомбор)              | 30       | 16     | 4        | 10     | 53    | 46    | 52     |
| 4        | Кула                      | 30       | 15     | 5        | 10     | 58    | 34    | 50     |
| 5        | ПИК Пригревица            | 30       | 15     | 5        | 10     | 63    | 38    | 50     |
| 6        | Динамо (Бачки Брег)       | 30       | 14     | 4        | 12     | 61    | 56    | 46     |
| 7        | Русин (Руски Крстур)      | 30       | 13     | 6        | 11     | 49    | 41    | 45     |
| 8        | Омладинац (Буковац)       | 30       | 14     | 4        | 12     | 56    | 53    | 45     |
| 9        | БСК (Бачки Брестовац)     | 30       | 14     | 3        | 13     | 53    | 51    | 45     |
| 10       | Граничар (Риђица)         | 30       | 12     | 6        | 12     | 39    | 42    | 42     |
| 11       | Липар                     | 30       | 12     | 5        | 13     | 46    | 63    | 41     |
| 12       | Задругар (Српски Милетић) | 30       | 12     | 5        | 13     | 57    | 45    | 39     |
| 13       | Граничар (Гаково)         | 30       | 10     | 5        | 15     | 39    | 69    | 33     |
| 14       | Омладинац (Дероње)        | 30       | 8      | 4        | 18     | 36    | 56    | 28     |
| 15       | ОФК Оџаци                 | 30       | 8      | 4        | 18     | 36    | 58    | 28     |
| 16       | Динамо (Сонта)            | 30       | 3      | 3        | 24     | 15    | 92    | 11     |

## Резултати

### 1. коло
| ФК Русин | 1:3 (0:1) | ФК Станишић                                            |
| -------- | --------- | ------------------------------------------------------ |
|          |           | Илија Шарић 10’ · Драган Бобанац 50’ · Рудолф Кањо 69’ |

### 2. коло
| ФК Станишић                              | 2:1 (0:0) | ФК Оџаци |
| ---------------------------------------- | --------- | -------- |
| Владимир Драча 56’ · Дамир Богуновић 90’ |           |          |

### 3. коло
| ФК Задругар | 1:1 (0:0) | ФК Станишић         |
| ----------- | --------- | ------------------- |
|             |           | Дамир Богуновић 48’ |

### 4. коло
| ФК Станишић             | 2:0 (1:0) | ФК Омладинац (Дероње) |
| ----------------------- | --------- | --------------------- |
| Дамир Богуновић 10’ 48’ |           |                       |

### 5. коло
| ФК Граничар Риђица | 0:1 (0:0) | ФК Станишић         |
| ------------------ | --------- | ------------------- |
|                    |           | Дамир Богуновић 67’ |

### 6. коло
| ФК Станишић                                      | 3:2 (1:0) | ФК ПИК Пригревица |
| ------------------------------------------------ | --------- | ----------------- |
| Драган Драгичевић 38’ 52’ · Бранислав Џепина 46’ |           |                   |

### 7. коло
| ФК Граничар Гаково | 1:3 (0:2) | ФК Станишић                |
| ------------------ | --------- | -------------------------- |
|                    |           | Дамир Богуновић 2’ 33’ 90’ |

### 8. коло
| ФК Станишић                               | 2:0 (2:0) | ФК Омладинац Буковац |
| ----------------------------------------- | --------- | -------------------- |
| Драган Бобанац 30’ · Бранислав Џепина 41’ |           |                      |

### 9. коло
| ФК Липар | 0:0 (0:0) | ФК Станишић |
| -------- | --------- | ----------- |
|          |           |             |

### 10. коло
| ФК Станишић | 6:1 (2:0) | ФК ЖАК Сомбор |
| --- | --------- | ------------- |
| Дамир Богуновић 24’(пенал) · Бранислав Џепина 27’ 72’ · Александар Кнежевић 60’ · Жељко Куриџа 71’ · Драган Бобанац 87’ |           |               |

### 11. коло
| ФК БСК | 1:3 | ФК Станишић |
| ------ | --- | ----------- |
|        |     |             |

### 12. коло
| ФК Станишић                                                  | 3:0 (3:0) | ФК Кула |
| ------------------------------------------------------------ | --------- | ------- |
| Саша Грујић 28’ · Бранислав Џепина 31’ 72’ · Рудолф Кањо 34’ |           |         |

### 13. коло
| ФК Динамо | 0:2 (0:0) | ФК Станишић                           |
| --------- | --------- | ------------------------------------- |
|           |           | Илија Шарић 75’ · Дамир Богуновић 83’ |

### 14. коло
| ФК Борац | 0:1 (0:1) | ФК Станишић         |
| -------- | --------- | ------------------- |
|          |           | Дамир Богуновић 10’ |

### 15. коло
| ФК Станишић                                                                                        | 6:0 (4:0) | ФК Динамо Сонта |
| -------------------------------------------------------------------------------------------------- | --------- | --------------- |
| Рудолф Кањо 17’ · Драган Драгичевић 19’ 58’ · Дамир Богуновић 28’ 41’ · Анђелко Јагодић-Куриџа 65’ |           |                 |

### 16. коло
| ФК Станишић                              | 2:0 (0:0) | ФК Русин Руски Крстур |
| ---------------------------------------- | --------- | --------------------- |
| Жељко Куриџа 75’ · Душан Вукадиновић 85’ |           |                       |

### 17. коло
| ФК Оџаци | 0:4 (0:2) | ФК Станишић                                                               |
| -------- | --------- | ------------------------------------------------------------------------- |
|          |           | Жељко Куриџа 14’ · Дамир Богуновић 42’ · Саша Павић 84’ · Рудолф Кањо 90’ |

### 18. коло
| ФК Станишић                                     | 2:0 (1:0) | ФК Задругар Српски Милетић |
| ----------------------------------------------- | --------- | -------------------------- |
| · Жељко Куриџа 44’ · Анђелко Јагодић-Куриџа 58’ |           |                            |

### 19. коло
| ФК Омладинац | 1:2 (1:0) | ФК Станишић                                   |
| ------------ | --------- | --------------------------------------------- |
|              |           | · Драган Драгичевић 50’ · Дамир Богуновић 84’ |

### 20. коло
| ФК Станишић                                    | 2:2 (1:1) | ФК Граничар Риђица |
| ---------------------------------------------- | --------- | ------------------ |
| · Александар Кнежевић 8’ · Дамир Богуновић 90’ |           |                    |

### 21. коло
| ФК ПИК | 1:0 (0:0) | ФК Станишић |
| ------ | --------- | ----------- |
|        |           |             |

### 22. коло
| ФК Станишић                                                   | 3:1 (3:0) | ФК Граничар Гаково |
| ------------------------------------------------------------- | --------- | ------------------ |
| Драган Бобанац 10’ · Владимир Драча 13’ · Дамир Богуновић 38’ |           |                    |

### 23. коло
| ФК Омладинац | 2:1 (1:1) | ФК Станишић          |
| ------------ | --------- | -------------------- |
|              |           | · Драган Бобанац 16’ |

### 24. коло
| ФК Станишић | 9:0 (3:0) | ФК Липар |
| --- | --------- | -------- |
| · Саша Грујић 1’ 39’ · Жељко Куриџа 12’ · Драган Драгичевић 55’ 60’ 63’ 85’ · Дамир Богуновић 73’ · Саша Паввић 90’ |           |          |

### 25. коло
| ФК ЖАК | 1:0 (0:0) | ФК Станишић |
| ------ | --------- | ----------- |
|        |           |             |

### 26. коло
| ФК Станишић                                  | 2:3 (1:3) | ФК БСК |
| -------------------------------------------- | --------- | ------ |
| · Бранислав Џепина 23’ · Дамир Богуновић 90’ |           |        |

### 27. коло
| ФК Кула | 2:0 (2:0) | ФК Станишић |
| ------- | --------- | ----------- |
|         |           |             |

### 28. коло
| ФК Станишић                                                                                          | 7:0 (6:0) | ФК Динамо Бачки Брег |
| --- | --------- | -------------------- |
| · Драган Бобанац 9’ · Жељко Куриџа 20’ 39’ · Дамир Богуновић 36’ 38’ 80’пенал · Игор Шарић 41’ пенал |           |                      |

### 29. коло
| ФК Станишић                                                                         | 5:0 прекид у 45 минуту | ФК Борац Бачки Грачац |
| ----------------------------------------------------------------------------------- | ---------------------- | --------------------- |
| · Дамир Богуновић 9’ 26’ · Дино Перић 15’ · Жељко Куриџа 18’ · Игор Шарић 35’ пенал |                        |                       |

### 30. коло
| ФК Динамо | 1:5 (0:2) | ФК Станишић                                                                             |
| --------- | --------- | --------------------------------------------------------------------------------------- |
|           |           | · Владимир Драча · Драган Драгичевић · Жељко Куриџа · Горан Цветићанин · Драган Бобанац |

## Ревијална утакмица
| ФК Станишић                                                                                             | 6:2 (2:0) | Репрезентација Подручне лиге Сомбор |
| --- | --------- | ----------------------------------- |
| Жељко Куриџа 10’ · Дамир Богуновић 21’ 60’ · Драган Бобанац 78’ · Саша Павић 88’ · Бранислав Џепина 80’ |           |                                     |

## Куп

### 1. коло
| ФК Граничар | 0:1 (0:1) | ФК Станишић           |
| ----------- | --------- | --------------------- |
|             |           | Драган Драгичевић 33’ |

### 2. коло
| ФК ЖАК | 1:0 | ФК Станишић |
| ------ | --- | ----------- |
|        |     |             |